# Phygadeuon arcticus
Phygadeuon arcticus là một loài tò vò trong họ Ichneumonidae.